# 無花果手勢

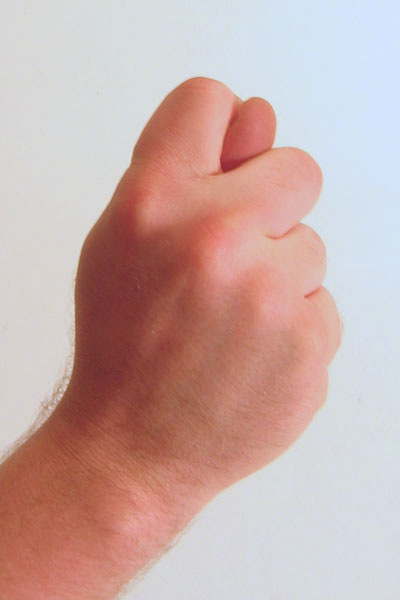
無花果手勢

無花果手勢是一个程度较轻的下流手势，根源可追溯到罗马帝国时期的意大利和南欧地区，以及一部分地中海地区，亦存在于土耳其文化以及斯拉夫文化中。此手势的具体做法是将大拇指插入食指和中指之间的指缝中，一般用于反击邪眼、侮辱他人或者拒绝他人的请求。
一种说法是，无花果手势起源于南欧或者拉丁欧洲，后随着殖民潮而被带入了拉丁美洲。在巴西，此手势被用来抵御邪视或嫉妒等。人们一般把带有此手势的饰品当作护身符戴在身上。
在古罗马时期，无花果手势通常都归家中的一家之长使用，用于抵御来自亡者灵魂的邪视，属于古罗马利莫里亚节中的仪式的一部分。
另一种说法是，无花果手势起源于古印度文化，用于描绘林伽和約尼。
在早期基督教中，无花果手势被称作“manus obscena”，即“下流之手”。 
美國手語字母表中的字母t的代表手势与这个手势很接近。

## 在各文化中的含义
- 无花果手势在意大利被称为“mano in fico”（无花果手），或者“far le fiche”（屄手势），原因是此手势与女性外生殖器的形状很像。在意大利，此手势在过去的几个世纪中一直是相当粗鲁却又十分常见的手势，与豎中指类似，但早已不常被人使用[2]。而在中世纪常见的绘画题材忧患之子中，此手势却很常见。值得注意的是，但丁·阿利吉耶里的《神曲》中还残留着一处对使用无花果手势的记载。
- 在希腊，特别是在伊奧尼亞群島上，无花果手势是希腊传统侮辱性手势“moutza”的替代品，也被人称为“拳头阴茎”。同时在做出无花果手势的同时还可以伸长右手并攥紧左手，将左手夹入腋下，以示蔑视[2]。
- 在日本，无花果手势被称作，意即性爱。但从1989年开始，日本就几乎没什么人用它了[3]。
- 在俄罗斯和波兰，无花果手势的作用是拒绝别人提出的请求。例如，如果别人要求一个孩子把某物转交给别人，那么这个孩子可能就会做出此手势，表示自己不会提供帮助。
- 在立陶宛，一个孩子被称作“spyga”，人们还经常在做出無花果手势的同时，说出如“spyga taukuota”这样的话。与俄罗斯和波兰的情况类似，无花果手势可以用于拒绝他人请求。
- 在克罗地亚和塞尔维亚，无花果手势被用于拒绝他人请求以及发假誓。拒绝他人时，此手势被称作“无花果”或“蔷薇果”（Шипак）。而在做出无花果手势的同时说出“给你个蔷薇果”这种话则是一种拒绝他人请求的幽默而又稍带粗鲁的方式。发假誓或否认说了真话时也会使用无花果手势，在这种情况下，人们一般会说某人“发誓的时候在自己兜里藏了个无花果手势”（figa u dzepu）[4]。
- 在土耳其，无花果手势等同于中指。若要想表示不同意或是想拒绝别人的请求，也可以做出此手势。在这情况中，做出手势的同时还应伴以一句粗鲁的“nah！”，用来表达否定或是不同意，或者伴以一句命令式的“al！”，意味“接着这个！”有时这两种回应可以同时使用，即“nah alirsin！”，意为“你什么也得不着！”。因此，无花果手势在土耳其也经常被称作“nah cekmek”，意为“给出一个nah”[5]。
- 在保加利亚，无花果手势的用途与在土耳其的十分接近。
- 在韩国，无花果手势的含义与在土耳其类似，也是“给你吧！”的意思。说话的同时一般伴以一个掏兜的动作，好像是在兜里找东西，随即举出此手势。但现在的韩国也没什么人用无花果手势了。
- 在印度尼西亚，无花果手势表示性交。大拇指代表男性外生殖器，食指和中指则代表女性外生殖器。在当地至今依旧流行无花果手势，特别是在男性之间。
- 在南非，无花果手势曾被称作“the zap sign”，与中指含义相同。如今，特别是在阿非利卡人文化中，无花果手势被称作“太妃糖手势”。
- 在葡萄牙，无花果手势代表好运，甚至还有祝别人好运的意思。
- 在马达加斯加，无花果手势被用于指代他人母亲的生殖器，是一种侮辱性手势。